# マディウン
マディウン(インドネシア語：Kota Madiun)は、インドネシア・ジャワ島東ジャワ州の西にある都市である。

## 概要
農業の中心地であり、1948年のマディウン事件でも有名である。また、マディウン県の県都でもある。鉄道車両・バスメーカーであるインダストリ・クレタ・アピ(PT INKA)の工場があることでも知られている。

## 地理
マディウンは、スラバヤの西南169kmにあり、1992年の人口は、190,823人である。平均海抜は63mで、そばにマディウン川が流れており、この川はブンガワン川の支流になる。この市は、東のウィリス山(標高2,169m）、南のカプール・スラタン山地(標高500-1000m）や、西のラウ山(標高3,285m）などの多くの山に囲まれている。年平均気温は、摂氏20-35度である。

## 歴史
第二次世界大戦時に、ジャワが、日本の占領下になると、多くのオランダ人が収容所に収容され、マディウンにも収容所が作られた。そこの憲兵隊の何人かは、戦後、BC級戦犯として、バタヴィアで裁かれている。（バタヴィア裁判第80号）
ここは、1948年にインドネシア共産党（PKI）によって起こされた事件の場所である。同年に結ばれたレンヴィユ協定（Renville Agreement）によって、共産党影響下のゲリラ部隊などは解散を命じられた。これを拒否した共産党実行部隊は、マディウンで政府機関を襲撃し、ムソ、アミール・スジャリフッディンを中心とする革命政府樹立を宣言した。しかし、インドネシア共和国軍に包囲され、9月30日に、マディウンは解放された。数千人が殺され、36,000人が逮捕された。10月31日には、ムソを含む数人の指導者が処刑された。ディパ・ヌサンタラ・アイディット等の他の指導者達は中華人民共和国に亡命した。（マディウン事件を参照のこと）

## 歴代マディウン市長
- Mr. K.A. Schotman
- J.H. Boerstra
- Mr. L. van Dijk
- Mr. Ali Sastro Amidjojo
- Dr. Mr. R. M. Soebroto
- Mr. R. Soesanto Tirtoprodjo
- Soedibjo
- R. Poerbo Sisworo
- Soepardi
- R. Mochamad
- R. M. Soediono
- R. Singgih
- R. Moentoro
- R. Moestadjab
- R. Roeslan Wongsokoesoemo
- R. Soepardi
- Soemadi
- Joebagjo
- R. Roekito, B.A.
- Drs. Imam Soenardji (1968-1974)
- Achmad Dawaki, B.A. (1974-1979)
- Drs. Marsoedi (1979-1989)
- Drs. Masdra M. Jasin (1989-1994)
- Drs. Bambang Pamoedjo (1994-1999)
- Drs. H. Achmad Ali (1999-2004)
- Kokok Raya, S.H. M.Hum. (2004-2009)
- H. Bambang Irianto, S.H. M.M. (2009-...)

## ゆかりの人物
- アリ・ラッソ - 歌手